# 鐡戸裕史
鐡戸 裕史（てつと ひろし、1982年9月28日 - ）は、熊本県上益城郡益城町出身の元サッカー選手。現役時代のポジションはディフェンダー。Jリーグ・松本山雅FCアンバサダーを2017年度より務めている。

## 経歴
熊本県より鹿児島県内に転居した際、「友達を増やすため」と父親に薦められて5歳でサッカーを始める。広安小学校、益城中学校、熊本商業高校卒業。高校時代から漠然とプロサッカー選手への憧れは抱いていたが、自分より力量が上のチームメートがプロにならずに進学したことやプロチームからオファーを受けたり練習参加した経験がまったくないことから夢を諦め、佐賀大学経済学部へ進学しサッカー部へ入部。自動車メーカーへの就職を志し大学ではサッカーを「趣味として」続けようと考えていたが、大学2年次にプロへの思いが再燃するようになったと後にインタビューで振り返っている。主将となった大学4年次には第84回天皇杯全日本サッカー選手権大会に出場。2試合に出場しうち1回戦（対戦相手: 羽黒高校サッカー部）では1得点を挙げた。
しかしプロクラブへの加入ができないまま鐡戸は大学卒業の時期を迎え、当時佐賀県社会人サッカーリーグ1部所属の佐賀楠葉クラブに加入した。佐賀樟葉時代の1年目は広告代理店、2年目は町工場に勤務しながら夜に練習し、合間を縫ってセレクションを受けたり、県内所在クラブであるサガン鳥栖に練習生として参加したりした。最初は3日間だった練習参加期間が、2回目には1週間、その次には2週間、1か月と長くなっていったという。 2006年8月、アマチュア契約ながら鳥栖に加入することとなり、Jリーガーの仲間入りを果たした。同年8月26日、J2第36節（対戦相手: 徳島ヴォルティス）にて尹晶煥との交代で86分から出場、これがJリーグデビュー戦となった。2007年度よりプロ契約に移行。2008年にはリーグ戦45試合中22試合に出場したが、契約満了により同年度末で鳥栖を退団した。
同年12月15、16日開催のJリーグ合同トライアウトを受験の末、当時神奈川県社会人サッカーリーグ所属のSC相模原とJFL所属のTDKサッカー部（後のブラウブリッツ秋田）からオファーを得た。しかし鐡戸自身「まだJリーグチームでやれる」という思いが強く、オファーの受諾をためらっていた。その折、鳥栖時代の恩人であった岸野靖之の紹介で、当時北信越フットボールリーグ1部所属であった松本山雅FCからのオファーを受ける。鐡戸は悩んだ末、当時の監督であった吉澤英生から直接加入を求められたことやサポーターの熱気が松本の方が高いということを理由に松本入りを決意、2009年6月に入団した。
この年の松本山雅FCはリーグ戦では振るわず4位の成績でシーズンを終えたものの、第45回全国社会人サッカー選手権大会で優勝したことで同大会優勝チーム枠で第33回全国地域サッカーリーグ決勝大会に出場、優勝した事により次年度からのJFL参入が決定した。鐡戸は決勝ラウンドの3試合全てに出場し、第2節のY. S. C. C.戦で1得点を挙げている。JFL昇格直後の2010年度は全34試合中30試合に出場、翌2011年度には28試合出場2得点の成績を挙げた。松本山雅FCは2011年度にリーグ戦4位の成績を修め、3位だったFC町田ゼルビアと共に翌2012年度からJリーグへ参入することとなった。
松本は新監督に反町康治を迎える。鐡戸は当初反町から「テツト」と呼ばれていたが、ある時から「ヒロシ」と呼ばれるようになったという。鐡戸はこの事を後にインタビューで「うれしかった」と振り返っている。この年初めてのJリーグに臨んだ松本は12位の成績でリーグ戦を終えたが、鐡戸は37試合に出場し、自身Jリーグ初得点となる第8節（対戦相手: ロアッソ熊本）での得点を含む3得点を挙げた。2014年度にはJ1への昇格を経験したが、この年度限りで仲の良かったチームメートの飯尾和也が現役を引退した。この事を鐡戸は後に「悲しいというより、寂しかった」出来事であると語っている。
2015年4月29日、鐡戸はJ1第8節（対戦相手: ガンバ大阪）戦で先発出場し、同一チームでの地域リーグ・JFL・J2・J1の4ディヴィジョンリーグ戦出場の記録を挙げたが、この年度から出場機会は激減していった。J1ではリーグ戦5試合、カップ戦5試合に出場。J2に場を戻した2016年度はリーグ戦7試合出場。ベンチにも入れない試合が続いたが、腐ることなく日々の練習に全力で取り組んだ。その姿勢は反町も高く評価しており、取材の場での「ベテランのヒロシがあれだけ一生懸命にアピールしているというのに…」という若手選手への奮起を促す言葉にも表れている。
2016年11月27日、同年度限りでの現役引退を表明。翌2017年1月、選手として約7年間在籍した松本山雅FCのアンバサダーに就任することが発表された。

## 所属クラブ
- 益城町立広安小学校
- 益城町立益城中学校
- 熊本県立熊本商業高等学校
- 佐賀大学
- 2005年 - 2006年  佐賀楠葉クラブ
- 2006年8月 - 2008年  サガン鳥栖
- 2009年6月 - 2016年  松本山雅FC

## 個人成績
| 国内大会個人成績 | 国内大会個人成績 | 国内大会個人成績 | 国内大会個人成績 | 国内大会個人成績 | 国内大会個人成績 | 国内大会個人成績 | 国内大会個人成績 | 国内大会個人成績 | 国内大会個人成績 | 国内大会個人成績 | 国内大会個人成績 |
| 年度             | クラブ           | 背番号           | リーグ           | リーグ戦         | リーグ戦         | リーグ杯         | リーグ杯         | オープン杯       | オープン杯       | 期間通算         | 期間通算         |
| 年度             | クラブ           | 背番号           | リーグ           | 出場             | 得点             | 出場             | 得点             | 出場             | 得点             | 出場             | 得点             |
| 日本             | 日本             | 日本             | 日本             | リーグ戦         | リーグ戦         | リーグ杯         | リーグ杯         | 天皇杯           | 天皇杯           | 期間通算         | 期間通算         |
| ---------------- | ---------------- | ---------------- | ---------------- | ---------------- | ---------------- | ---------------- | ---------------- | ---------------- | ---------------- | ---------------- | ---------------- |
| 2004             | 佐賀大           | 12               | -                | -                | -                | -                | -                | 2                | 1                | 2                | 1                |
| 2005             | 佐賀楠葉         |                  | 佐賀県1部        |                  |                  | -                | -                | -                | -                |                  |                  |
| 2006             | 佐賀楠葉         | 10               | 佐賀県1部        | 2                | 3                | -                | -                | -                | -                | 2                | 3                |
| 2006             | 鳥栖             | 15               | J2               | 3                | 0                | -                | -                | 0                | 0                | 3                | 0                |
| 2007             | 鳥栖             | 15               | J2               | 20               | 0                | -                | -                | 2                | 0                | 22               | 0                |
| 2008             | 鳥栖             | 15               | J2               | 22               | 0                | -                | -                | 1                | 0                | 23               | 0                |
| 2009             | 松本             | 16               | 北信越1部        | 4                | 1                | -                | -                | 3                | 0                | 7                | 1                |
| 2010             | 松本             | 16               | JFL              | 30               | 1                | -                | -                | 1                | 0                | 31               | 1                |
| 2011             | 松本             | 16               | JFL              | 28               | 2                | -                | -                | 2                | 0                | 30               | 2                |
| 2012             | 松本             | 16               | J2               | 37               | 3                | -                | -                | 0                | 0                | 37               | 3                |
| 2013             | 松本             | 16               | J2               | 22               | 2                | -                | -                | 2                | 0                | 24               | 2                |
| 2014             | 松本             | 16               | J2               | 19               | 0                | -                | -                | 1                | 0                | 20               | 0                |
| 2015             | 松本             | 16               | J1               | 5                | 0                | 5                | 0                | 0                | 0                | 10               | 0                |
| 2016             | 松本             | 16               | J2               | 7                | 0                | -                | -                | 0                | 0                | 7                | 0                |
| 通算             | 日本             | 日本             | J1               | 5                | 0                | 5                | 0                | 0                | 0                | 10               | 0                |
| 通算             | 日本             | 日本             | J2               | 145              | 5                | -                | -                | 6                | 0                | 148              | 5                |
| 通算             | 日本             | 日本             | JFL              | 58               | 3                | -                | -                | 3                | 0                | 61               | 3                |
| 通算             | 日本             | 日本             | 北信越1部        | 4                | 1                | -                | -                | 3                | 0                | 7                | 1                |
| 通算             | 日本             | 日本             | 佐賀県1部        |                  |                  | -                | -                | -                | -                |                  |                  |
| 通算             | 日本             | 日本             | 他               | -                | -                | -                | -                | 2                | 1                | 2                | 1                |
| 総通算           | 総通算           | 総通算           | 総通算           |                  |                  |                  |                  | 9                | 1                |                  |                  |

- Jリーグ初出場 - 2006年8月26日 J2リーグ第36節　vs徳島ヴォルティス (鳴門)
- Jリーグ初得点 - 2012年4月15日 J2リーグ第8節　vsロアッソ熊本 (水前寺)

## 文献
1. 1 2 3 4 5  吉田治良 編『2016 J1&J2&J3 選手名鑑』日本スポーツ企画出版社、東京都、2016年3月25日、161頁。ISBN 978-4-905411-33-8。
2. 1 2 3  グッドジョブ!! 現場で働くプロに聞く Jリーガー 鐡戸 裕史さん (PDF) 広報ましき No. 461（February 2015）p. 26
3. 1 2  松本、現役引退の鐡戸氏が2代目アンバサダーに「恩返し出来れば」 ゲキサカ 2017.1.22付記事
4. 1 2 3 4 5 6 7 8  多岐太宿「その名を刻んだ男たち 2016 vol. 4 DF 16 鐡戸 裕史」 エル・ゴラッソ No. 1833（2016年12月23日）
5. 1 2 3 4  木造アパートJリーガー／スポッ人ライト 鐵戸裕史　J2鳥栖DF 日刊スポーツ九州版 2007.2.11付記事（2007年2月17日時点のアーカイヴ）
6. ↑  選手出場記録 サガン鳥栖 2006Jリーグ ディヴィジョン2 Jリーグ公式サイト 2017.4.1 00:55 (UTC) 閲覧
7. 1 2  地域Lから山雅を支えた功労者…松本の鐡戸裕史、PO準決勝後に引退を発表 サッカーキング 2016.11.27付記事
8. ↑  多岐太宿 松本雷鳥通信 16回の胴上げ。鐡戸裕史、現役生活を完結 J論 2016.11.29付記事
9. ↑  公式記録 第33回全国地域サッカーリーグ決勝大会 決勝ラウンド 第2日 YSCC対松本山雅FC (PDF) JFA公式サイト 2017.4.1 09:25 (UTC) 閲覧
10. ↑  多岐太宿 「反省すべき前半。希望を見出した後半」エル・ゴラッソ No. 1590（2015年5月1日）
11. ↑  多岐太宿「地域リーグからJ1まで。鐡戸裕史が得た勲章」エル・ゴラッソ No. 1827（2016年12月7日）
12. ↑  J2松本 34歳DF鉄戸が引退 地域LからJ1まで4カテゴリーでプレー スポニチAnnex 2016.11.27付記事